# Volker Beck
Volker Beck (Stuttgart, Baden-Wurtemberg, 12 de diciembre de 1960) es un político ecologista alemán. 
Exrepresentante del partido ecologista Bündnis 90 / Die Grünen (los verdes) en el parlamento alemán de Berlín por la ciudad de Colonia, desempeñó además la función de secretario de su partido.

## Biografía
En 1980 comienza su bachillerato con estudios de historia del arte, historia y germanística en la universidad de Stuttgart.
En los años ochenta es activo en el movimiento pacifista. En 1985 entra en el partido de Los Verdes. 
De 1987 a 1990 se ocupa de los asuntos de los homosexuales y las lesbianas.
También fuera de su trabajo en el partido defiende los derechos de los homosexuales y lesbianas, especialmente el derecho al matrimonio igualitario. Esto le puso en conflicto con la Iglesia católica.
Policías y nacionalistas conservadores evitaron que los defensores rusos y extranjeros de derechos de los homosexuales marcharan el sábado por las calles de Moscú, donde los activistas estaban decididos a realizar una desfile a pesar de que las autoridades les negaran el permiso. Mientras declaraba a una televisora, Volker Beck, miembro del parlamento alemán por el partido verde, fue rodeado y golpeado por unos 20 jóvenes nacionalistas que le dejaron la nariz sangrando. Un activista, quien observó la paliza, dijo que la policía no intervino para detenerla.[cita requerida]